# Дюздже
Дюздже (тур. Düzce) — місто і район на півночі Туреччини, адміністративний центр ілу Дюздже. Станом на 2011 рік в місті проживало 133 551 чоловік та 203 095 чоловік у всьому районі. Площа району становить 739 км².